# Pandemieplan Schweiz
Der Pandemieplan Schweiz, in der aktuellen Fassung der Influenza-Pandemieplan Schweiz 2018, ist ein Planungsinstrument, das Strategien und Massnahmen zur Vorbereitung der Schweiz auf eine (Influenza-)Pandemie dokumentiert. Er wird von der Eidgenössischen Kommission für Pandemievorbereitung und -bewältigung (EKP) und dem Bundesamt für Gesundheit (BAG) herausgegeben.
Der erste Pandemieplan für die Schweiz wurde von einer Arbeitsgruppe unter Leitung von Robert Steffen ausgearbeitet. Die Vorarbeiten wurden 1995 begonnen; der erste schweizerische Influenza-Pandemieplan wurde im Jahr 2004 veröffentlicht. Ein zentrales Anliegen sei laut Steffen dabei gewesen, dem Bund die Führung zu überlassen.
Nach den Erfahrungen in der Bewältigung der Influenza-Pandemie 2009 wurde der Schweizer Pandemieplan vollständig revidiert.

## Inhalt
Teil I definiert Ziele, Strategien, Rahmenbedingungen des Pandemieplans. Dieser richtet sich in erster Linie an die verantwortlichen Behörden auf Stufe Bund und Kantone und soll die Grundlage für die Erstellung von Einsatz- und Notfallplänen auf kantonaler, regionaler und lokaler Ebene bilden. Er definiert, basierend auf dem Epidemiengesetz (EpG), eine Arbeitsteilung zwischen Bund und Kantonen und soll so eine gesamtschweizerisch kohärente Massnahmenplanung ermöglichen. Es werden drei Entwicklungsphasen einer Pandemie unterschieden:
1. Normale Influenzaaktivität – mit Schwerpunkt auf Früherkennung;
2. Pandemie – mit Schwerpunkt auf Abschwächung/Bewältigung;
3. Postpandemie – mit Schwerpunkt auf Wiederherstellung der Funktionalität.

Teil II stellt Massnahmen zur Bewältigung einer Influenza-Pandemie vor: Kommunikation, Überwachung, Kontaktmanagement, Distanzhaltung (einschließlich Schulschließungen und Veranstaltungsverbote), medizinische Versorgung, Absonderungsmassnahmen, Verhaltensmassnahmen, Desinfektionsmittel, Schutzmasken und Untersuchungshandschuhe, antivirale Medikamente und Antibiotika, Impfstoffe.
Teil III befasst sich unter anderem mit dem Wissensstand, mit der Rechtslage und ethischen Fragen und enthält Informationen zu existierenden Strukturen und Prozessabläufen. Teil IV enthält Anhänge, einschließlich Checklisten für die Vorbereitung.
Auf dem Influenza-Pandemieplan Schweiz basiert auch das «Handbuch für die betriebliche Vorbereitung», das sich an kleine und mittlere Unternehmen (KMU) richtet.